# Кондратюк Олександр Пантелеймонович
Олекса́ндр Пантелеймо́нович Кондратю́к (10 грудня 1918, Моделів — 2 грудня 2006, Київ) — педагог, доктор педагогічних наук (1973), професор (1974). Учасник Другої світової війни, має бойові нагороди. Заслужений працівник вищої школи УРСР (1978). 

## Біографічні дані
Народився 10 грудня 1918 року в селі Моделів.
З 1935 по 1937 навчався у Київському педагогічному інституті, а у 1940 році закінчив Київський університет. Працював вчителем.
З 1952 по 1959 рік працював відповідальним секретарем Тернопільського відділу товариства «Знання». З 1959 по 1964 рік працював в Українському НДІ педагогіки: з 1960 — завідувач відділу піонерської, комсомолської та позашкільної роботи. З 1964 по 1976 — завідувач кафедри педагогіки Української сільсько-господарської академії. З 1976 по 1994 — завідувач, професор кафедри педагогіки Педагогічного інституту іноземних мов. З 1996 по 2000 (за іншими даними по 2003 рік) рік — головний науковий співробітник Інституту педагогіки і психології професійної освіти АПНУ. 
Помер 2 грудня 2006 року в Києві.

## Наукова робота
Проводив наукові дослідження морального виховання учнів, управління навчальним процесом у вищій школі, педагогічних основ організації виховної роботи у середніх спеціалізованих навчальних закладах. Автор розділу в книзі «Економіка вищої освіти України: Тенденція та механізм розвитку» (К., 2006).
Автор понад 200 наукових праць, у тому числі двох підручників з педагогіки (К., 1976, 1982).

### Основні праці
За ЕСУ:
- Педагогічне стимулювання в процесі формування поведінки учнів. — К., 1963;
- Методи і форми організації навчання —. К., 1975 (співавтор);
- Розвиток соціалістичної теорії морального виховання молоді. — К., 1977;
- Виховання учнівської молоді на засадах національних культурних традицій // Профес.-художня освіта України: Зб. наук. пр. — К.; Чк., 2003. — Вип. 2;
- Система виховної роботи в професійно-технічному навчальному закладі: навч.-метод. посіб. — К., 2006[1].

## Нагороди
- Орден Вітчизняної війни II ступеня
- Орден Богдана Хмельницького II ступеня